# Hyperboloid

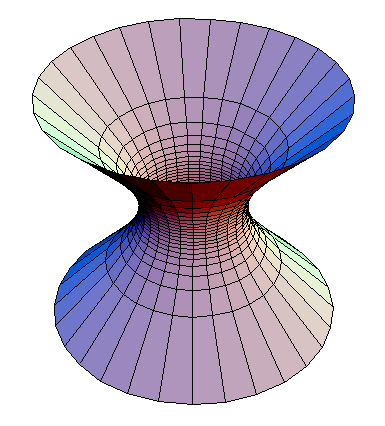
Enmantlad hyperboloid

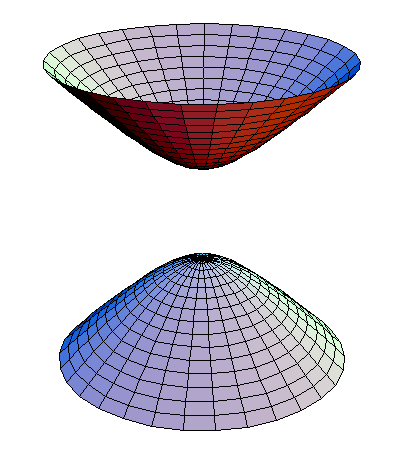
Tvåmantlad hyperboloid

Hyperboloid är en form av andragradsyta. Dess skärningslinjer med ett plan är i allmänhet antingen ellipser eller hyperbler. 
Hyperboloiderna är av två slag:
1. En hyperboloid med en mantel består av två symmetriskt belägna, trattformiga, vid smaländarna förenade ytor, vilka åt andra hållet är obegränsade.
2. En hyperboloid med två mantlar består av två skilda, toppformiga, symmetriskt belägna ytor, som är obegränsade åt ena sidan.

Dessa hyperboloider beskrivs av ekvationen
{\displaystyle {x^{2} \over a^{2}}+{y^{2} \over b^{2}}-{z^{2} \over c^{2}}=1}   (enmantlad hyperboloid),
respektive
{\displaystyle {x^{2} \over a^{2}}+{y^{2} \over b^{2}}-{z^{2} \over c^{2}}=-1}   (tvåmantlad hyperboloid).
De kallas också elliptiska hyperboloider och om och endast om a = b, rotationshyperboloider eller circulära hyperboloider.